# جيري هول (ممثلة كندية)
جيري هول (بالإنجليزية: Geri Hall) (من مواليد 2 مايو 1972 في أوكفيل، كندا) هي ممثلة وكوميديا كندية.

## روابط خارجية
- جيري هول (ممثلة كندية) على موقع IMDb (الإنجليزية)
- جيري هول (ممثلة كندية) على موقع قاعدة بيانات الفيلم (الإنجليزية)